# بارنویل-سور-ساین
بارنویل-سور-ساین (به فرانسوی: Barneville-sur-Seine) یک کمون در فرانسه است که در شهرستان اور واقع شده‌است. بارنویل-سور-ساین ۸٫۷۷ کیلومتر مربع مساحت دارد و ۱۲۴ متر بالاتر از سطح دریا واقع شده‌است.